# Франклін (округ Франклін, Нью-Йорк)
Франклін (англ. Franklin) — місто (англ. town) в США, в окрузі Франклін штату Нью-Йорк. Населення — 1140 осіб (2010).

## Демографія
Згідно з переписом 2010 року, у місті мешкало 1140 осіб у 508 домогосподарствах у складі 325 родин. Було 1013 помешкання
Расовий склад населення:
| - 97,7 % — білих - 0,8 % — корінних американців - 0,1 % — вихідців з тихоокеанських островів |

До двох чи більше рас належало 1,3 %. Частка іспаномовних становила 1,1 % від усіх жителів.
За віковим діапазоном населення розподілялося таким чином: 18,9 % — особи молодші 18 років, 65,8 % — особи у віці 18—64 років, 15,3 % — особи у віці 65 років та старші. Медіана віку мешканця становила 48,1 року. На 100 осіб жіночої статі у місті припадало 102,5 чоловіків; на 100 жінок у віці від 18 років та старших — 104,0 чоловіків також старших 18 років.
Середній дохід на одне домашнє господарство становив 78 438 доларів США (медіана — 67 857), а середній дохід на одну сім'ю — 92 854 долари (медіана — 92 750). Медіана доходів становила 52 813 долари для чоловіків та 47 083 долари для жінок. За межею бідності перебувало 9,2 % осіб, у тому числі 15,2 % дітей у віці до 18 років та 11,2 % осіб у віці 65 років та старших.
Цивільне працевлаштоване населення становило 583 особи. Основні галузі зайнятості: освіта, охорона здоров'я та соціальна допомога — 32,9 %, мистецтво, розваги та відпочинок — 14,4 %, публічна адміністрація — 14,2 %.